# Søren Christian Sommerfelt
Søren Christian Sommerfelt (ur. 9 kwietnia 1794 w Toten, zm. 29 grudnia 1838) – norweski duchowny i botanik.

## Życiorys
Urodził się w Toten w Oppland w Norwegii. Był synem gubernatora, hrabiego Christiana Sommerfelt i Anny Sophie Hagerup. W 1811 roku, gdy miał 15 lat, został studentem Uniwersytetu Kopenhaskiego. Studiował tam nauki przyrodnicze. Musiał jednak zrezygnować z tych studiów i w 1816 roku udał się do Oslo, gdzie kontynuował studia teologiczne. W 1818 r. został mianowany proboszczem w Saltdal w Nordland, gdzie pracował do 1824 r. Następnie został wyznaczony na pastora asystenta w parafii Asker w Akershus, później był wikariuszem w parafii Ringebu w Opplandzie. Ożenił się i miał dziesięcioro dzieci. W czasie podróży po Norwegii zaraził się durem brzusznym, co doprowadziło do trwałego pogorszenia jego zdrowia i wzroku. Zmarł w wieku 44 lat.

## Osiągnięcia naukowe
W 1827 r. Sommerfelt opublikował Physisk-oeconomisk Beskrivelse over Saltdalen i Nordlandene. Praca ta zawiera wyczerpujący opis geografii Saltdal, klimatu, geologii ze wzmianką o skałach i minerałach, klimatu, inwentaryzację roślin i zwierząt, rozdział o mieszkańcach oraz przegląd rolnictwa, rybołówstwa, rzemiosła domowego i budowy łodzi. Jest to obiektywny i do tej pory najlepszy opis historyczno-topograficzny północnej Norwegii. Pierwszą jego biologiczną pracą był artykuł o ptakach, wszystkie pozostałe jednak dotyczą botaniki i mykologii. Opisał wiele nowych gatunków roślin, głównie nienaczyniowych, i został pierwszym mykologiem w Norwegii. Wśród jego prac są Florae lapponicae z 1826 r. i Physisk-oeconomisk Beskrivelse nad Saltdalen i Nordlandene z 1827 r.
W nazwach naukowych utworzonych przez niego taksonów dodawany jest cytat Sommerf.
Jego osiągnięcia w dziedzinie botaniki i mykologii zostały docenione. Na jego cześć nadano nazwy niektórym gatunkom grzybów i roślin, m.in.: Sommerfeldtia Schumach., Cortinarius sommerfeltii Høil., Hieracium sommerfeltii Lindeb., Uromyces sommerfeltii Hyl., Jørst. & Nannf. Gdy ogród botaniczny w Hadze rozpoczął wydawać nowy magazyn, na cześć Sommerfelta nadał mu tytuł Sommerfeltia. W 1821 Sommerfelt został członkiem Królewskiego Norweskiego Towarzystwa Nauk w Trondheim, w 1826 Królewskiego Towarzystwo Fizjograficznego w Lund, w 1828 Towarzystwa Medyczno-Botanicznego w Londynie, a w 1829 Królewskiej Szwedzkiej Akademii Nauk w Sztokholmie.